# 足立的花火
35°45′31.3″N 139°47′52.2″E / 35.758694°N 139.797833°E

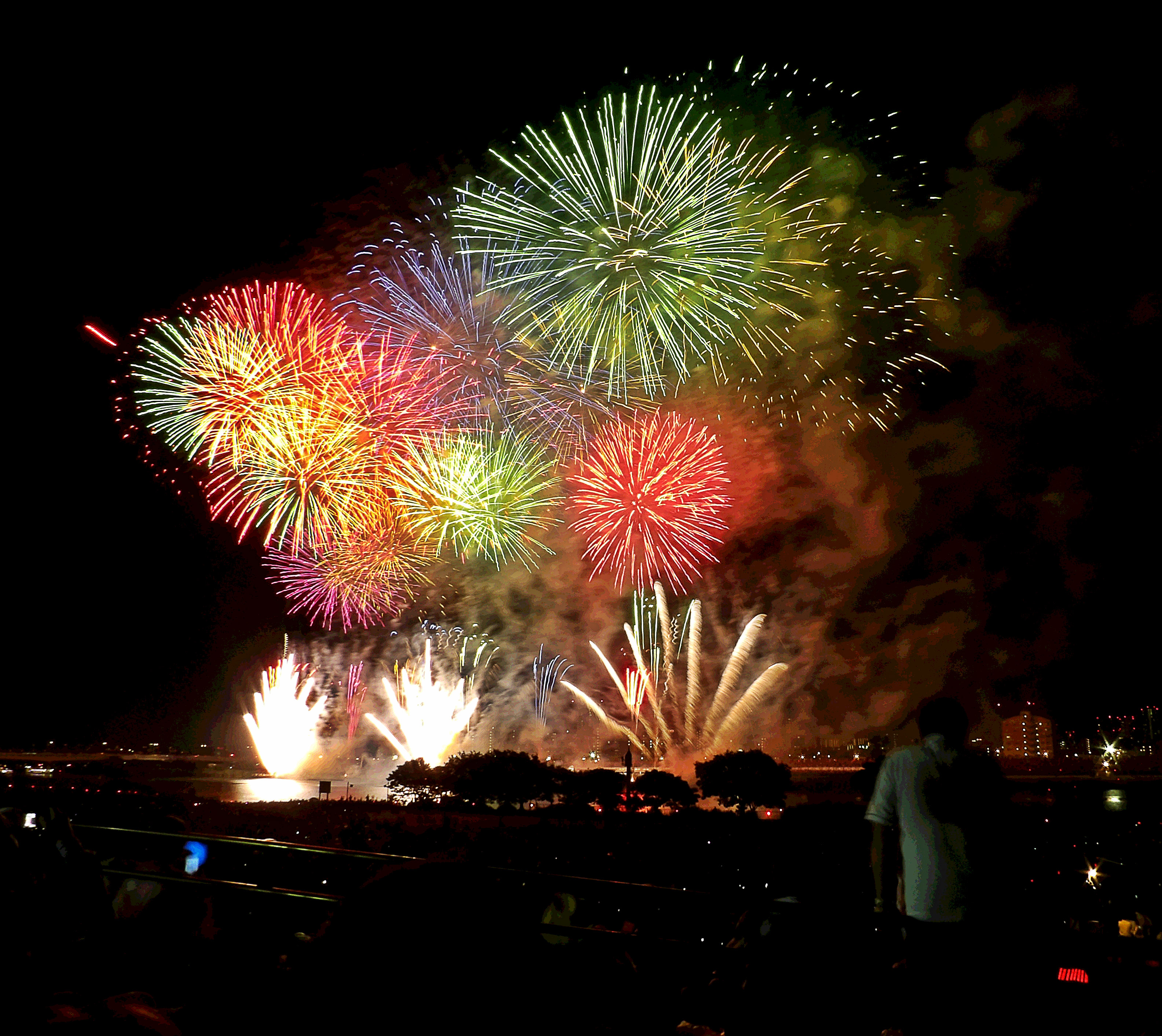
2016年的第38回足立的花火

足立的花火是日本東京都足立區固定於毎年7月在荒川河岸地（西新井橋至千代田線鐵路橋之間）舉辦的煙火演出。
活動的正式名稱為「第○回足立的花火」（○為活動的屆數）；在2016年的第38回足立的花火中，共施放了約13,500發的煙火，估計有63萬人到現場觀賞煙火。

## 活動歴史
足立花火大會的起源可以追溯到1924年為慶祝千住大橋落成在8月13日舉辦的「千住的花火大會」，此後成為每年固定舉辦的活動，直到1939年因第二次世界大戰而中止。戰爭結束後，1949年千住的花火大會恢復舉辦，但到了1959年因荒川的水利工程而再次中止。
1978年8月足立區舉辦了「足立區民納涼大會」，活動中施放了約800發的煙火獲得好評；隔年8月11日正式以「足立的花火大會」恢復舉辦煙火大會，2008年起改稱為「足立的花火」。

## 圖片集

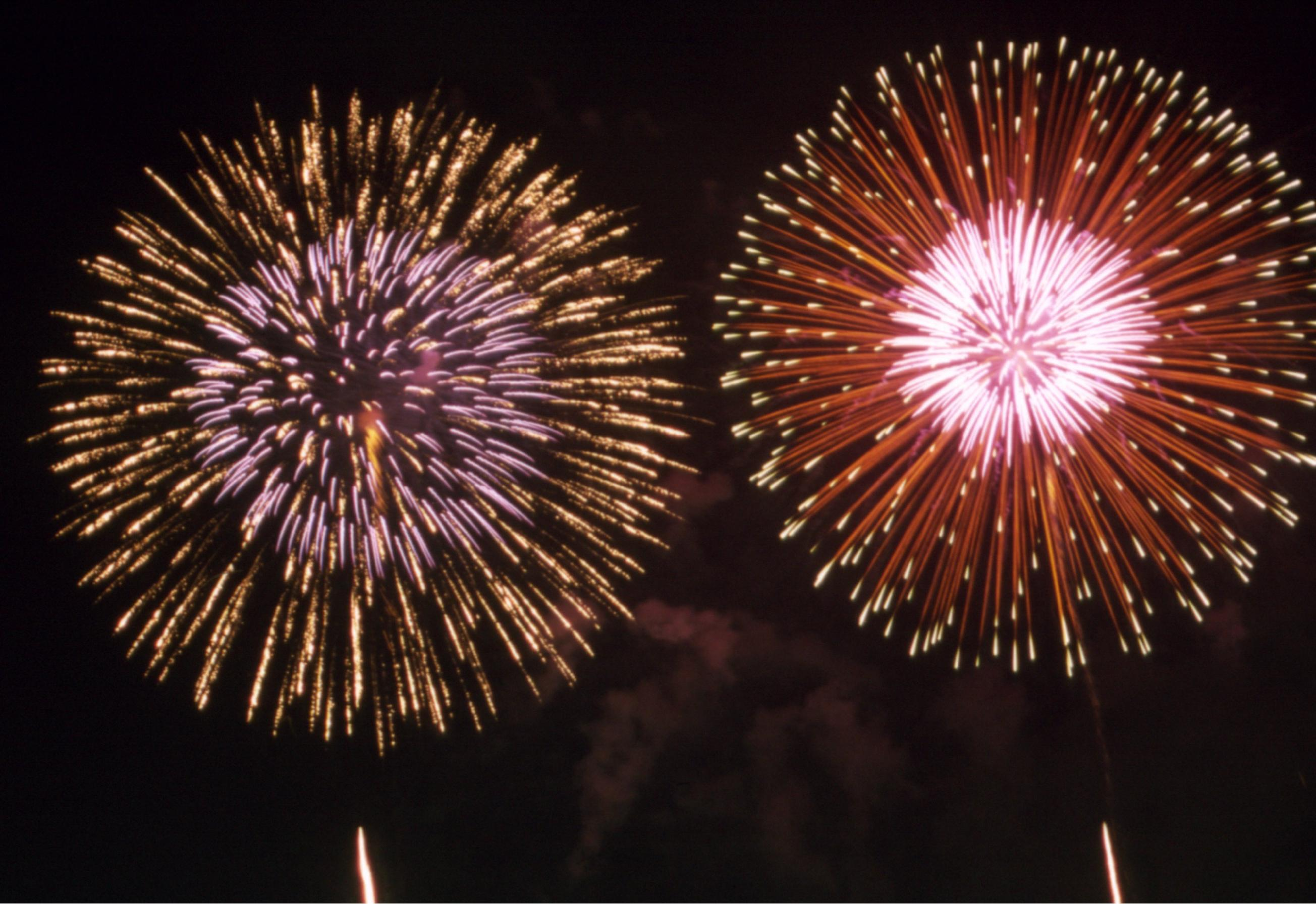
2004年足立的花火大會
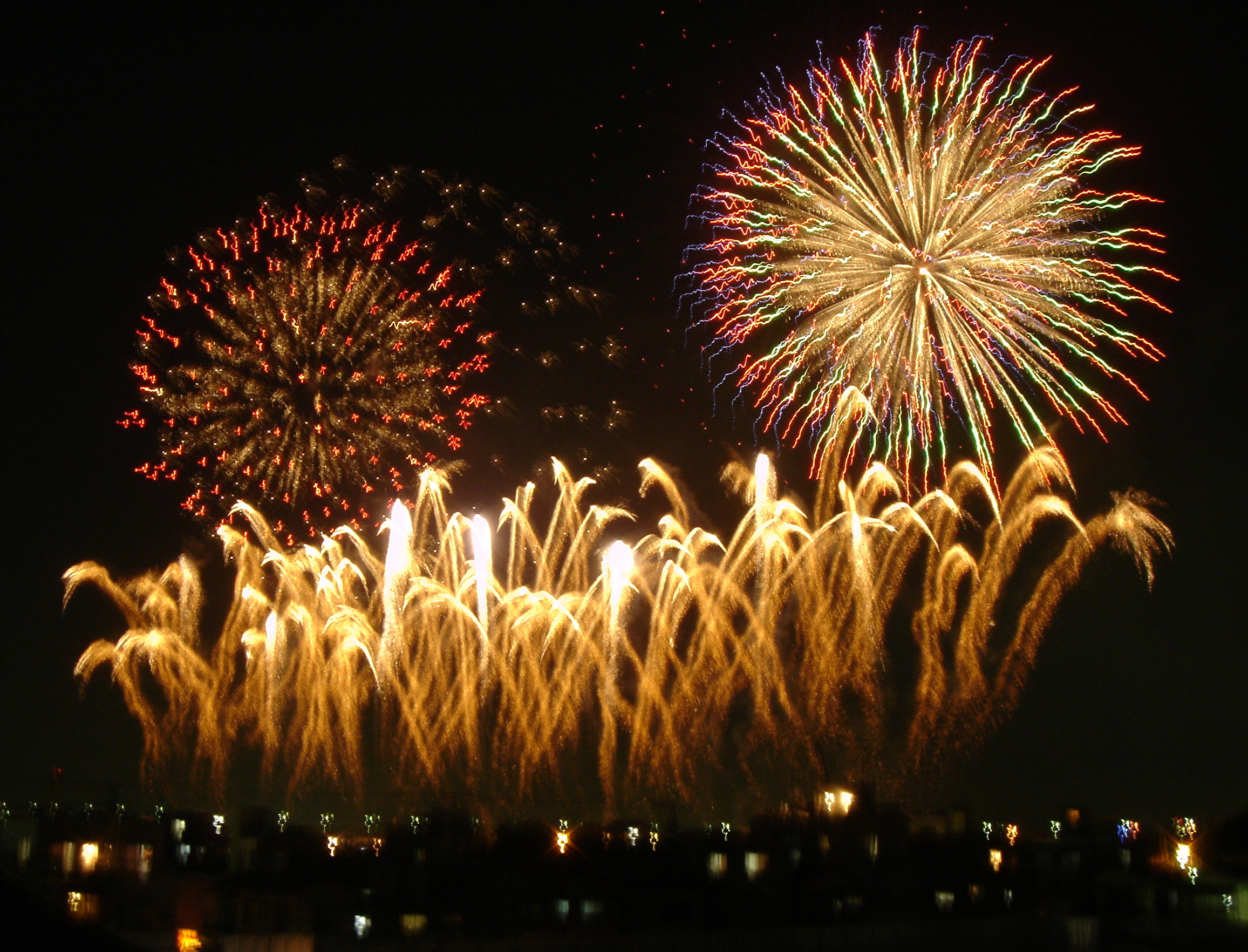
2005年足立的花火大會
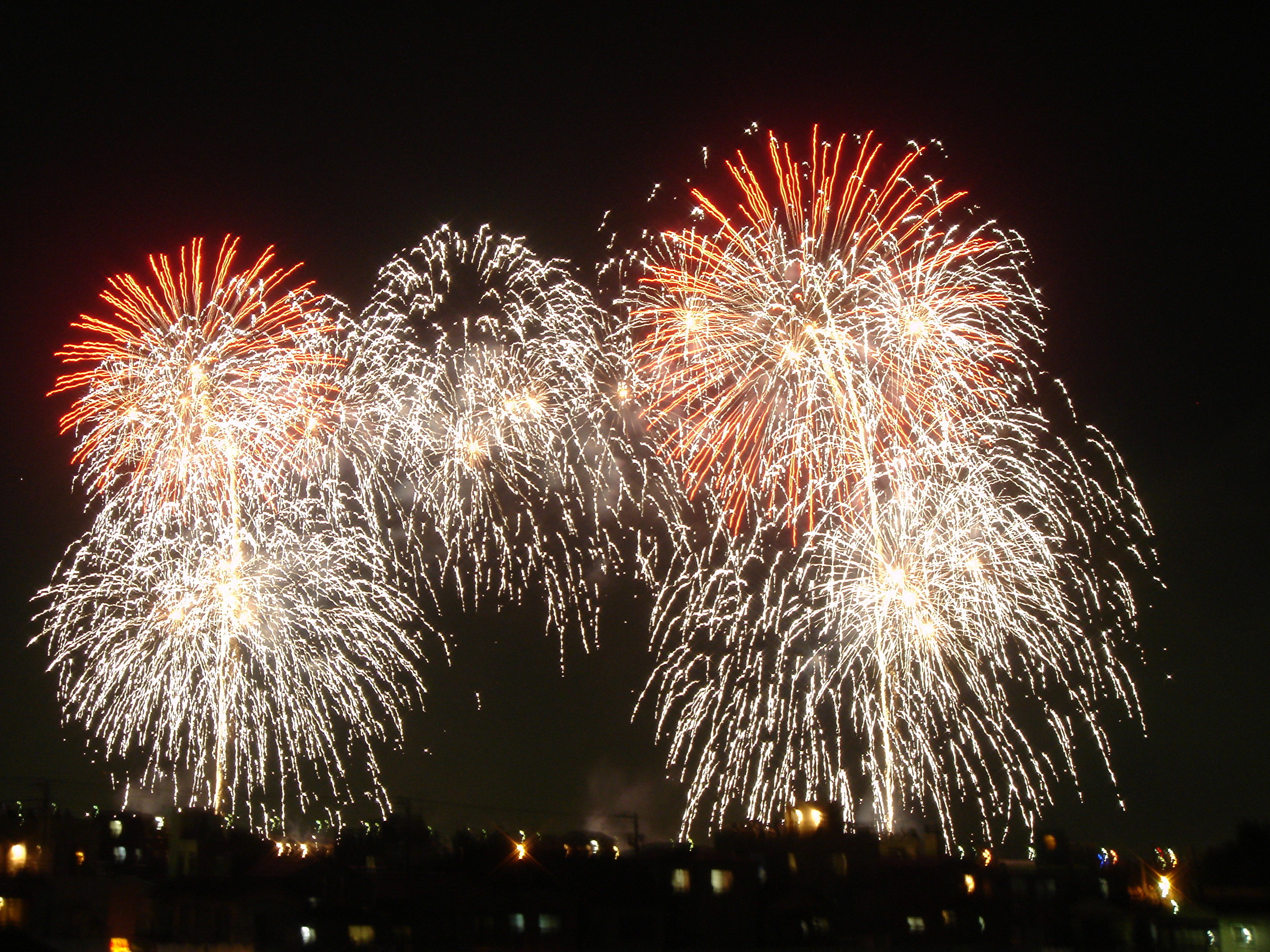
2005年足立的花火大會
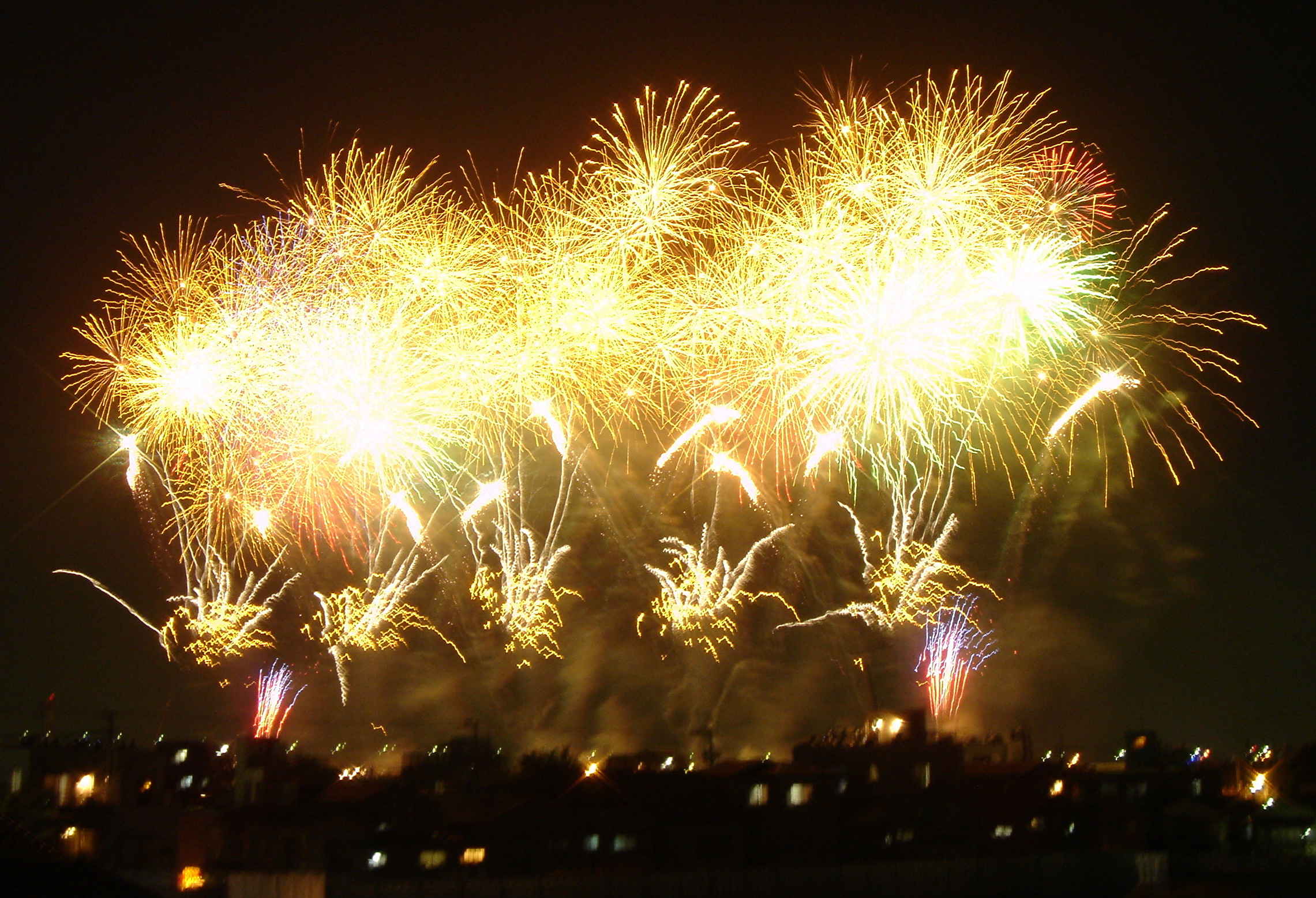
2005年足立的花火大會

## 外部連結
- （日語） 足立的花火 - 足立區觀光交流協會